# Utrechti béke (1713)
Az utrechti békeszerződések, amelyeket 1713. április 11-én és július 23-án kötöttek meg a hollandiai Utrecht városában, részben lezárták az 1701–1714 között zajló spanyol örökösödési háborút. A békeszerződéseket egyfelől a Bourbon-házi szövetségesek Franciaországa és Spanyolország (harmadik szövetségesük, Bajorország már 1704-ben kivált a háborúból), másfelől a Bourbon-ellenes európai szövetség tagjainak egy része: Nagy-Britannia, a Holland Egyesült Tartományok, a Savoyai Hercegség és Portugália képviselői írták alá. Az utrechti békeszerződés véget vetett XIV. Lajos sikeres hódító politikájának. A Napkirály unokáját, Fülöpöt, Anjou hercegét elismerték spanyol királynak, de megtiltotta a két Bourbon-királyság egyesítését. VI. Károly császár, azaz Ausztria és a Német-római Birodalom még tovább folytatta a háborút XIV. Lajos Franciaországa ellen, ezeket a harcokat az 1714-ben megkötött rastatti és badeni békeszerződések zárták le.

## Előzmények
A XIV. Lajossal szemben álló Nagy Szövetségben Nyugat-Európa szinte minden állama részt vett (Spanyolország kivételével). A Szövetség haderői jelentős győzelmeket értek el, így nem állt érdekükben a fegyverszünet. Az 1711-es év folyamán azonban XIV. Lajos meglepetés-szerűen átvette a harctéri kezdeményezést, és kedvezőbb stratégiai helyzetbe jutott. 1711 decemberére először Nagy-Britannia és Franciaország, majd a Nagy Szövetség többi tagja is beleegyezett a tárgyalások felvételébe. 1712. január 29-én megnyílhatott az utrechti békekongresszus. A Nagy Szövetség legfontosabb követelése a spanyol és a francia korona szétválasztásáról adandó garanciák voltak. Sokáig nem történt előrelépés, mert ebben a kérdésben V. Fülöp spanyol király megkötötte magát, és csak 1712. július 10-én adott a francia trónöröklésről lemondó nyilatkozatot.
A tárgyalások jegyzőkönyveit Johann Jacob Vitriarius (1679–1745) svájci jogtudós vezette. 1713 tavaszára megszülettek a békemegállapodások. Utrechtben két nagy szerződést írtak alá:
- 1713. április 11-én a Francia Királyság és Nagy-Britannia Királysága között,
- 1713. július 13-án a Spanyol Királyság és Nagy-Britannia között.

VI. Károly német-római császár, Ausztria főhercege ekkor még nem csatlakozott a kialakult közös állásponthoz, mert távolabbra néző hatalmi ambíciókat ápolt. A Habsburgokkal lojális spanyol területekre (elsősorban Katalóniára támaszkodva rövid időre ismét fellángolt a háború egyfelől a Habsburg és a német-római birodalmi haderők, másfelől Franciaország között. 1714-ben azután VI. Károly is csatlakozott az utrechti szerződéshez, Ausztria főhercegeként a Habsburg Birodalom nevében megkötötte a rastatti szerződést, majd a Német-római Birodalom császáraként a Császárság nevében is badeni békeszerződést, mindkettő lényegében helybenhagyta az utrechti fő szerződéseket. Később Portugália is külön békeszerződéseket kötött Spanyolországgal.

Területek átcsatolása az 1713/1714-es utrechti, rastatti és badeni
Habsburg szerzett területek (Spanyol Németalföld, Milánói Hercegség, Nápolyi és Szárd Királyság
Savoyai Hercegség szerzett területei (Szicíliai Királyság, 1720-ban elcserélték a Szárd Királysággal)
Brit szerzett területek (Menorca, Gibraltár)
Porosz szerzett területek (részsikerek)

## Az egyezmények tartalma
Az utrechti szerződés értelmében az aláírók elismerték Spanyolország királyának Bourbon Fülöpöt, Anjou hercegét, XIV. Lajos francia király unokáját, akinek a spanyol trónra lépése 1700-ban kirobbantotta a spanyol örökösödési háborút, mert a Habsburgok, Hollandia és Anglia tartottak egy egyesült francia-spanyol monarchia túlhatalmától. Az elismertetés feltételeként Spanyolország és Franciaország elfogadták, hogy a két királyságot sohasem egyesíthetik egy közös Bourbon-perszonálunióban. V. Fülöp spanyol királynak le kellett mondania a francia korona iránti igényéről Fülöp öccse, Károly, Berry hercege, valamint unokaöccse, Lajos, Anjou hercege (a későbbi XV. Lajos) viszont lemondtak a spanyol trón öröklésének jogáról. Az Orléans-ház (és később a Habsburg-ház is) lemondott a spanyol trón iránti igényéről.
A spanyol Bourbonok trónöröklési jogát azonban a szerződés érintetlenül hagyta. Ez az engedmény csak úgy jöhetett létre, hogy 1711-ben gyermektelenül meghalt I. József német-római császár. Öccse, Habsburg Károly főherceg, aki a spanyol trón megszerzéséért harcolt Bourbon-házi riválisa, V. Fülöp király ellen, most bátyja halálával (VI. Károly néven) egymaga lett az osztrák koronatartományok főhercege, a Habsburg Birodalom ura és a Német-római Birodalom császára. A tengeri hatalmak (Nagy-Britannia és Hollandia) most már VI. Károly megnövekedett hatalmát (a spanyol trón visszaszerzésének esélyével súlyosbítva) már veszélyesebbnek ítélték, mint a francia Bourbonok spanyol királyságát.
Franciaország lemondott a Stuart-ház támogatásáról, és elismerte az Angliában (1707-től Nagy-Britanniában) bekövetkezett – és a küszöbön álló – trónöröklések érvényességét (III. (Orániai) Vilmos után 1702-ben a Stuart-házból való Anna királynő következett, akinek gyermekei meghaltak, ezért legközelebbi protestáns rokonai, a német Hanover-ház tagjai lettek a trón várományosai. 1714-ben Anna királynő meghalt, utódja I. (Hannoveri) György lett a király). A britek ezzel megelőzték egy „brit örökösödési háború” kitörésének lehetőségét.
A háború nagy vesztese Spanyolország lett. Spanyol Birodalmat jelentősen megcsonkították. 
- A spanyol anyaországot és a gyarmatokat meghagyták V. (Bourbon) Fülöp király koronája alatt.
- Az európai spanyol birtokok többségét Spanyol-Németalföldet, Itáliában a Nápolyi Királyságot, a Szárd Királyságot és a Milánói Hercegséget az osztrák Habsburg-ház szerezte meg.
- A Szicíliai Királyságot a Savoyai-háznak adták, cserébe a II. Viktor Amadé savoyai herceg által a franciaellenes szövetségnek adott katonai támogatásért.
- Az 1707-ben Anglia és Skócia egyesítéséből kikiáltott Nagy-Britannia (Egyesült) Királysága megszerezte Gibraltárt és Menorcát, továbbá Nagy-Britannia monopóliumot szerzett az amerikai spanyol gyarmatok irányában folyó rabszolga-kereskedelemre (Asiento de negros).
- A Holland Egyesült Tartományok megkaptak több spanyol-németalföldi erődítményt, esetleges francia támadások elhárítására. A Tartományok ezekre az ún. Védősánc-erődökre vonatkozó igényüket már korábbi, hasonló nevű szerződésekben bejelentették és szövetségeseikkel elfogadtatták. Ezen túlmenően Hollandia kereskedelmi jogokat szerzett a spanyol gyarmatokon.
- A Németalföld északi részén fekvő Geldern Hercegséget, amely lojális maradt a Spanyol Birodalomhoz és kivált az Egyesült Tartományok szövetségéből, az utrechti szerződés értelmében feldarabolták. Az ún. Oberquartier nevű részét, a fővárossal, Geldernnel együtt a Porosz Királyság kapta meg, Venlo vidékét a Holland Tartományokhoz csatolták. Roermondot és környékét Osztrák-Geldern néven a Spanyol-Németalföld többi, Ausztriához kerülő részéhez csapták hozzá.

A szerződés helyreállította Portugália állami függetlenségét, és elismerte Portugália királyának gyarmati fennhatóságát az Amazonas és Oiapoque (Oyapock) folyók közötti területekre. (1713-tól napjainkig ez a folyó képezi a Francia Guyana és Brazília közötti államhatárt). 1715-ben a portugálok visszaszerezték a spanyoloktól az uruguayi Colonia del Sacramentót is.
Észak-Amerikában Franciaországnak át kellett engednie Nagy-Britanniának Újfundland szigetét, Új-Skóciát és Új-Brunszvikot (Nouveau-Brunswick). (bár Új-Brunszvik továbbra is francia közigazgatás alatt maradt). Vissza kellett adnia a britektől elfoglalt Hudson-öbölmenti területeket is.
Franciaország visszaadta az elfoglalt Rajna-menti birodalmi városokat (Breisach am Rhein-t (Brisach), Freiburg im Breisgau-t és Kehlt), és kivonult a háború elején elfoglalt Savoyai Hercegségből. Cserébe némi területi nyereséget ért el: A Savoyai Hercegségtől elszerezte a kicsiny Barcelonette Grófságot. A Nyugati-Alpokban Franciaország megkapta az Ubaye-völgyet, cserébe átengedte Piemontnak (a Savoyai-háznak) a Susai-völgyet. XIV. Lajos elismerte Frigyes brandenburgi választófejedelmet Poroszország királyának, ennek fejében a Hohenzollern-ház átengedte neki az Orániai Hercegséget (a mai Vaucluse megyében).
A flandriai Veurne (Furnes) és Ieper (Ypern, Ypres) városokat a Habsburg Birodalom szerezte meg. A britek követelésére Franciaországnak le kellett rombolnia Dunkerque erődítményeit.
Franciaország tehát aránylag kis területi veszteségekkel került ki a háborúból. Ennek magyarázata egyfelől a francia királyi haderő kemény helytállása a háború utolsó éveiben (amelyben valamelyest ellensúlyozták az 1704–1709 között elszenvedett stratégiai vereségeket), másfelől az, hogy a kiváló képességű francia diplomaták nagy ügyességgel hatékonyan manővereztek a béketárgyalások során, építettek a szövetségesek közötti nézetkülönbségekre, és ügyesen kihasználták a tárgyalások alatt Nagy-Britanniában bekövetkezett kormányváltások miatti megingásokat is.

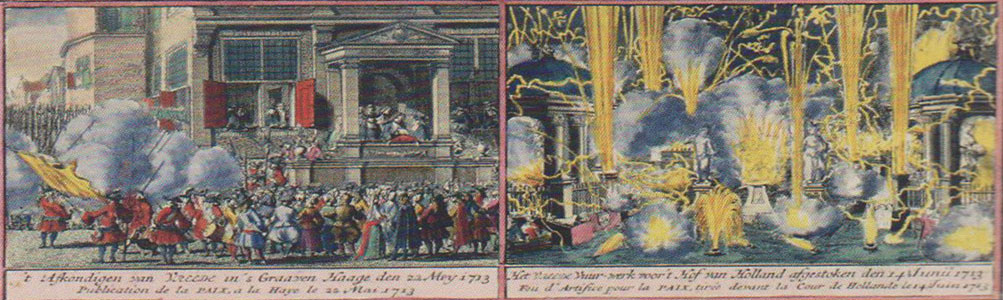
Győzelmi ünnepség Hágában.

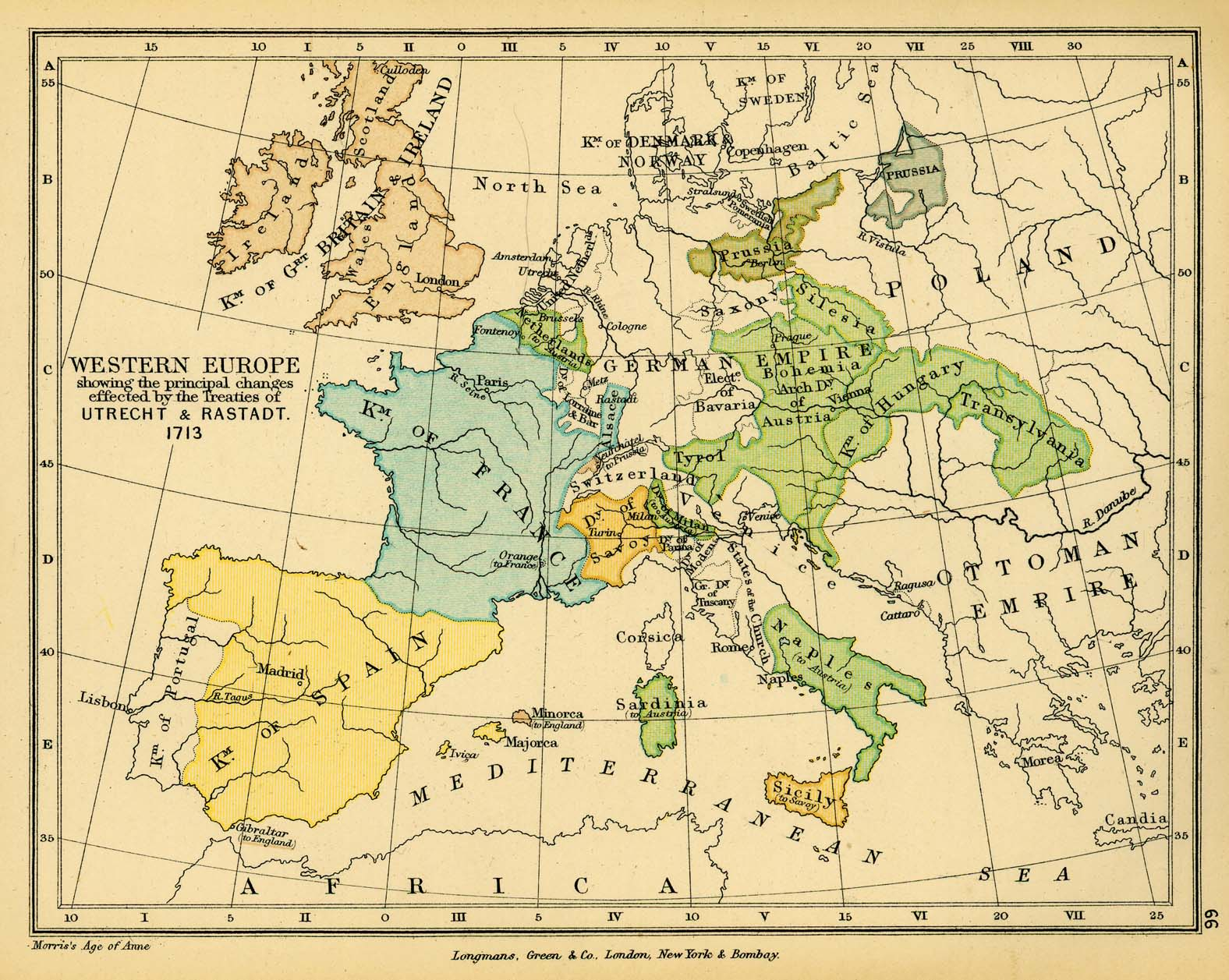
Európa 1714-ben, Utrecht és Rastatt után.

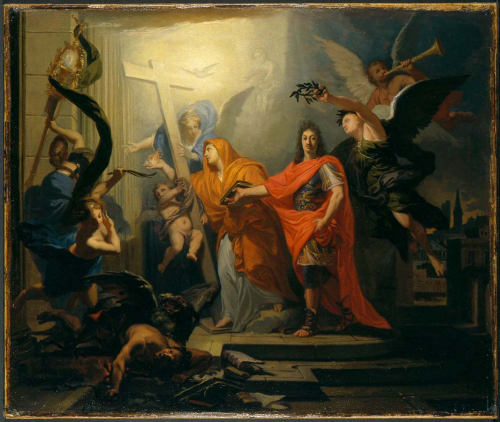
Az utrechti béke, allegorikus festményen.

## Következmények
A spanyol örökösödési háború legnagyobb vesztese Spanyolország lett. A Spanyol Birodalom hanyatlása már a 16. század utolsó negyedében megkezdődött. A németalföldi szabadságharc, a gazdag tartományok elszakadása, a Nagy Armada 1588-as pusztulása, a pénzügyi-gazdasági csődök sorozata, majd a francia vallásháborúkban elszenvedett kudarc, amely az 1598-as vervins-i békeszerződésben öltött testet, a spanyol nagyhatalom gyengülését jelezték. Másfél évszázaddal korábban a Spanyol Birodalom volt világ vezető tengeri hatalma, a 17. század végére azonban végleg alulmaradt Angliával és Hollandiával szemben. A szárazföldön Franciaország gyűrte le. Az 1659-es pireneusi békeszerződés után Spanyolország már nem szólhatott bele az európai nagyhatalmi játszmába. Az utrechti békeszerződés ennek folyamatnak újabb mélypontját jelentette.
Mindazonáltal V. Fülöp uralkodása alatt Spanyolországban hatalmi és közigazgatási központosítás indulhatott el, ebben Fülöpöt francia tanácsadói segítették. A másodrangú hatalommá süllyesztett Spanyolország új hadiflottát épített, és erre építve 1717-ben megpróbálta felrúgni az utrechti szerződést, és visszaszerezni itáliai birtokait. Spanyol csapatok elfoglalták Szardíniát és Szicíliát. Az utrechti szerződés aláírói erre megalakították a négyes szövetséget, és háborúban verték vissza a próbálkozást. Spanyolország csak a lengyel örökösödési háború során tudott kitörni diplomáciai elszigeteltségéből, ekkor sikeresen visszaszerezte az osztrák Habsburgoktól a Nápolyt és Szicíliát (1738), valamint a Pármai Hercegséget (1745).
Az utrechti egyezmény megakasztotta XIV. Lajos francia király agresszív, terjeszkedő politikáját. Gátat vetett a király európai hegemóniára való törekvésének. Ennek ellenére XIV. Lajos igen fontos stratégiai eredményt ért el a spanyol örökösödési háborúban: a Bourbon-ház megszerezte és meg is tartotta a spanyol koronát, ezzel XIV. Lajos végleg elhárította a Habsburg-bekerítés veszélyét, amely három évszázad óta fenyegette országát, háborúk sorozatát robbantva ki. A terjeszkedés lehetetlenné válása azonban Franciaországot XIV. Lajos halála stagnálásba taszította. Az élvhajhász XV. Lajos uralkodása alatt az ország felelőtlen katonai kalandokba bonyolódott, politikai presztízse tovább hanyatlott.
Az osztrák Habsburg-ház jelentősen megnövelte birtokainak területét, bár a Habsburg-tartományok a kontinensen szétszórva és egymástól elkülönülten helyezkedtek el. A Habsburg Birodalom, amely már a Szent Liga háborújából (a karlócai békével) és a pfalzi örökösödési háborúból (a rijswijki békével) is megerősödve került ki, most az utrechti békeszerződésekben elért eredményekkel vitathatatlanul Európa egyik vezető nagyhatalmává emelkedett.
Hollandia szinte semmit sem nyert a háborúban. A megszerzett erődlánc biztosította ugyan határait a jövőbeli francia offenzívák ellen, de gazdasági, kereskedelmi pozícióinak java részét Franciaország és Nagy-Britannia kaparintotta meg.
Az utrechti békeszerződés legnagyobb nyertese Nagy-Britannia lett. Georg Friedrich Händel az 1713-as nagy londoni győzelmi ünnepségre, Anna brit királynő számára komponálta az Utrechti Te Deum c. hálaadó miséjét. A háborús párt (a whigek) kevesellték a zsákmányt, és Franciaország további zsarolását kívánták. A tory párt és az uralkodó azonban kívül akart kerülni az európai háborúból, ezért Anna királynő 20 új peer-t nevezett ki a Lordok Házába, akiknek támogatásában biztos lehetett. Csak az ő szavazataikkal sikerült ratifikálni az utrechti szerződést. A trónöröklési problémák és kormányváltások ellenére a briteknek első alkalommal sikerült érvényesíteniük a Brit-szigetek teljes biztonságát garantáló „kontinentális erőegyensúly” új szempontját, amelyet azóta is, napjainkban is következetes alapelvként alkalmaz a brit birodalmi politika. A Királyi Flotta stratégiai fontosságú támaszpontokat szerzett a Földközi-tengeren, tovább erősítve a brit tengeri világhatalmat. Az Észak-Amerikában megszerzett francia gyarmatok növelték az amerikai brit gyarmatok súlyát. A francia gyarmatok területe még mindig jelentősen meghaladta a brit kolóniákét, de már kialakulóban volt az összefüggő Brit Észak-Amerika, amely alapját képezte a következő nagy expanziónak, a hétéves háborún belül zajló brit–francia gyarmati háborúnak. Ennek gyümölcseit a britek az 1763-as párizsi békeszerződésben aratják le.
A császár megbízottai később, az 1714. szeptember 7-én megkötött badeni békeszerződésben a Német-római Birodalom államai nevében is elfogadták az utrechti és rastatti megegyezéseket.

## Külső hivatkozások
- Traité de paix entre la France et l’Angleterre, conclu à Utrecht le 11. avril, 1713  - Online, ECO (Early Canadiana Online) (franciául)